# ステファン・エル・シャーラウィ
ステファン・カリーム・エル・シャラーウィ（Stephan Kareem El Shaarawy、 アラビア語: ستيفان كريم الشعراوي、 1992年10月27日 - ）は、イタリア・サヴォーナ出身のサッカー選手。ASローマ所属。イタリア代表。ポジションはフォワード、ミッドフィールダー。

## クラブ経歴

### 初期
エジプト人の父とイタリア人の母のもとに生まれる。5歳のころに地元のチーム「レジーノ」に入る。13歳でジェノアCFCの下部組織に入団。2008年12月21日のキエーヴォ戦で16歳にしてセリエAデビュー。
2010-11シーズンはセリエBのパドヴァへ期限付き移籍し、29試合出場で9ゴールを記録。ノヴァーラに敗れ昇格こそは逃したものの、パドヴァのプレーオフ進出へ貢献した。

### ミラン
2011年6月25日、アレクサンダー・メルケルとのトレードでACミランに移籍。9月18日のSSCナポリ戦で移籍後初出場すると、9月21日のウディネーゼ戦で初ゴールを決めた。当時のミランの前線にはイブラヒモビッチ、カッサーノ、ロビーニョ、インザーギと名だたる名手が混在したが、その中でも監督から評価されシーズンを通して一定の出場機会を得た。
2年目の2012-13シーズンはチャンピオンズリーグのグループステージ第2節のゼニト戦で得点をあげ、チャンピオンズリーグにおいてクラブ史上最年少でゴールを決めた選手となった。セリエAでは第8節のラツィオ戦から4戦連続ゴールを挙げるなど、37試合に出場し16ゴールの活躍をしたが2013年に入ってからは僅かに2ゴールにとどまるなど、特にコンディション面が不安視された。

### モナコ
2015年7月13日、ASモナコに買取オプション付きのレンタルで移籍した。7月28日、UEFAチャンピオンズリーグ予選3回戦のヤングボーイズ戦1stレグに、アントニー・マルシャルとの交代で途中出場して移籍後初出場を果たした。2ndレグで移籍後初のスタメン出場を果たし、移籍後初ゴールを挙げた。2016年1月の移籍市場が始まる前に、公式戦24試合に出場しており、買取義務が発生する条件まで残り1試合となっていたため、起用されることが無くなった。

### ローマ
2016年1月26日、140万ユーロのレンタル料でシーズン終了までレンタル移籍した。1300万ユーロでの買取オプション付きのレンタル契約となっていた。1月30日、フロジノーネ戦でローマデビューを果たすと、その試合でスコーピオンキックでゴールを挙げた。2月2日、サッスオーロ戦で2試合連続となるゴールを挙げた。6月21日、ローマは買取オプションを行使し、2020年までの契約を結んだ。
2017年5月20日、キエーヴォ戦で2ゴールを挙げ、3試合連続得点を記録した。

### 上海緑地申花
2019年7月8日、中国スーパーリーグの上海緑地申花に移籍金1600万ユーロで移籍した。8月2日、武漢卓爾戦でデビューを果たした。8月15日、天津天海戦で移籍後初ゴールを挙げた。中国FAカップの決勝で山東魯能を破り移籍後初シーズンにタイトルを獲得した。

### ローマ復帰
2021年1月30日、古巣のASローマに移籍した。3月11日、UEFAヨーロッパリーグのシャフタール・ドネツク戦でローマ復帰後初ゴールを挙げた。
2021-22シーズンは、公式戦36試合に出場し7ゴール1アシストを記録して、UEFAヨーロッパカンファレンスリーグの優勝に貢献した。
2023年7月17日、クラブとの契約を2025年6月まで延長した。
2024年11月10日、ボローニャ戦で2ゴールを挙げるも、チームは2-3で敗れた。2025年1月17日、ジェノア戦でローマ通算300試合目の出場を果たすと、勝ち越しゴールを挙げて勝利に貢献した。

## 代表経歴
エジプト代表を選択する権利も持っていたが、母の母国であるイタリア代表を選択。U-17、U-20イタリア代表に招集され、UEFA U-17欧州選手権2009、2009 FIFA U-17ワールドカップに出場した。
2012年8月15日、イングランドとの親善試合にてA代表デビューを果たした。11月14日のフランスとの親善試合で代表初得点を挙げた。翌2013年のコンフェデレーションズカップのメンバーにも選出されたが、コンディション不良からかグループリーグのブラジル戦1試合を途中出場するに止まった。
2024年6月6日、UEFA EURO 2024に出場するイタリア代表メンバーに選出された。

## プレースタイル
ミランの攻撃陣で得点を量産した攻撃タイプ。ブレイクしたシーズン以前から次代のワールドクラスとなる選手と期待されていた。左ウイングを基本ポジションとしながら攻撃的MFやセンターフォワードとしてプレイ可能。ドリブルと足元の技術に優れエリア外からのシュートも得意とし、パス能力やスペースメイクも非凡である。
プレースタイルはクリスティアーノ・ロナウドと比較され、カカを手本としている。ジョゼ・アルタフィーニは「ネイマールやリオネル・メッシのように重力を感じさせず、まるでボールが足にくっついているようだ。彼は既に偉大な選手で、過度な負担を掛けないことが大事だ。」と評する。

## 個人成績
2017年6月8日現在
| クラブ   | シーズン | リーグ | リーグ | カップ | カップ | 国際大会 | 国際大会 | 合計 | 合計 |
| クラブ   | シーズン | 出場   | 得点   | 出場   | 得点   | 出場     | 得点     | 出場 | 得点 |
| -------- | -------- | ------ | ------ | ------ | ------ | -------- | -------- | ---- | ---- |
| ジェノア | 2008-09  | 1      | 0      | 0      | 0      | —        | —        | 1    | 0    |
| ジェノア | 2009-10  | 2      | 0      | 0      | 0      | 0        | 0        | 2    | 0    |
| ジェノア | 通算     | 3      | 0      | 0      | 0      | 0        | 0        | 3    | 0    |
| パドヴァ | 2010-11  | 29     | 9      | 1      | 0      | —        | —        | 30   | 9    |
| パドヴァ | 通算     | 29     | 9      | 1      | 0      | —        | —        | 30   | 9    |
| ミラン   | 2011-12  | 22     | 2      | 4      | 2      | 2        | 0        | 28   | 4    |
| ミラン   | 2012-13  | 37     | 16     | 1      | 1      | 8        | 2        | 46   | 19   |
| ミラン   | 2013-14  | 6      | 0      | 0      | 0      | 3        | 1        | 9    | 1    |
| ミラン   | 2014-15  | 18     | 3      | 1      | 0      | 0        | 0        | 19   | 3    |
| ミラン   | 通算     | 83     | 21     | 6      | 3      | 13       | 3        | 102  | 27   |
| モナコ   | 2015-16  | 15     | 0      | 0      | 0      | 9        | 3        | 24   | 3    |
| モナコ   | 通算     | 15     | 0      | 0      | 0      | 9        | 3        | 24   | 3    |
| ローマ   | 2015-16  | 16     | 8      | 0      | 0      | 1        | 0        | 17   | 8    |
| ローマ   | 2016-17  | 31     | 8      | 4      | 2      | 8        | 2        | 43   | 12   |
| ローマ   | 2020-21  | 10     | 1      | 0      | 0      | 4        | 1        | 14   | 2    |
| ローマ   | 2021-22  | 27     | 3      | 1      | 0      | 8        | 4        | 38   | 7    |
| ローマ   | 2022-23  |        |        |        |        |          |          |      |      |
| ローマ   | 通算     | 84     | 19     | 5      | 2      | 20       | 7        | 102  | 29   |
| 通算     | 通算     | 214    | 49     | 12     | 5      | 42       | 13       | 261  | 68   |

## タイトル

### クラブ
ジェノアCFC
- カンピオナート・プリマヴェーラ : 2009-10
- コッパ・イタリア・プリマヴェーラ : 2008-09
- スーペルコッパ・イタリアーナ・プリマヴェーラ : 2009

ACミラン
- スーペルコッパ・イタリアーナ : 2011

上海緑地申花
- 中国FAカップ : 2019

ASローマ
- UEFAヨーロッパカンファレンスリーグ : 2021-22

### 個人
- セリエB年間最優秀選手 : 2011
- セリエA若手サッカー選手賞 : 2012